# Naja Nielsen
Naja Nielsen (født 19. januar 1968) er en dansk journalist og tidligere studievært i radio og på tv. Hun har siden 2019 været Digital Director for BBC News og tiltræder 1. juni 2025 som mediedirektør for Sveriges Television.

## Ungdom og uddannelse
Naja Nielsen blev musikmatematisk student fra Nørre Gymnasium i 1986. I midten af 1980'erne var hun formand for Danske Gymnasieelevers Sammenslutning. Hun fortalte i et interview i Politiken i 2000, at hun var flasket op med en politisk interesse - hendes far kom fra et rødt arbejderhjem i Rødovre og hendes mor fra et liberalt landbomiljø. Selv var Nielsen som teenager engageret i Danmarks Kommunistiske Ungdom, hvor hun var med i ledelsen og var et halvt år på partiskole i Moskva i tiden kort efter Gorbatjovs tiltræden som leder af Sovjetunionen. Nogen tid efter meldte hun sig ud af organisationen.
Naja Nielsen er uddannet journalist fra Danmarks Journalisthøjskole i 1995 og var fra februar til juni 2014 Visiting Scholar på Stanford University i Silicon Valley, Californien.

## Karriere
Naja Nielsen blev ansat i Danmarks Radio i 1996, hvor hun har arbejdet som reporter, studievært, og som chef. Hun var nyhedschef og stedfortrædende nyhedsdirektør, da hun forlod DR i 2017.
2017-2019 var hun Chief Journalism Officer for Orb Media i Washington DC, USA. og 2019-2025 Digital Director for BBC News i London, Storbritannien.  Fra 1. juni 2025 er hun ansat som mediedirektør for Sveriges Television (SVT), hvor hun får ansvaret for SVT’s digitale tjenester, herunder analyse, data og udvikling af kunstig intelligens.

## Privatliv
Naja Nielsen bor i London med sin mand Claus Cancel, som også er journalist, og deres to døtre. I forbindelse med sin ansættelse i SVT sagde hun, at hun ville flytte til Købehavn, hvorfra hun ville pendle til Malmø og Stockholm for at passe sit nye job.